# Просветно-привредно друштво Српска зора
Просветно-привредно друштво Српска зора је било просветно-привредно друштво дубровачких Срба основано по узору на Српско привредно друштво Привредник. Национални рад приморских Срба одвијао се преко просветних и привредних друштава која су окупљала Србе и православне и католичке вероисповести, стога је друштво имало за циљ унапређење привреде као и подизање опште просвећености Срба на приморју. По објави рата Србији 1914. забрањена је употреба ћирилице и сва српска друштва. 

## Оснивање
Након укидања друшва Српско братство од стране аустрисјких власти на скупштини у Книну, 20 и 21 октобра 1901., састали су се посланици, општински начелници, свештеници, учитељи, занатлије, трговци и виђенији сељаци приморских Срба и основали просветно-привредно друштво Српску зору. Најзаслужнији за оснивање овог друштва био је књижевник и новинар Антун Фабрис. Друштво је одвојило просветно-привредни рад од политике поучено искуством са Српским братством. 9. маја 1902 на скупштини у Дубровнику усвојена су правила друштва и изабрана управа под председништвом дубровачког апотекара Матеја Шарића. Најугледнији Срби са приморја чинили су Управу која је имала шеснаест чланова. Установљени су и Пододбори Српске зоре у местима где је било најмање 30 чланова. Седиште друштва било је у Дубровнику.

## Привредни рад
Како би унапредила привреду, Српска зора је подстицала оснивање земљорадничких задруга по селима и штедионица по градовима. Дубровачки Срби др Рудолф Сарделић, Матеј Шарић и Луко маркиз Бона били су на челу одбора за оснивање задруга. Прва Српска земљорадничка задруга на Приморју основана је 1902. у Боки Которској у селу Каменари. У првој половини 1904. основане су земљорадничке задруге у Главатићу, Главатима, Пријерадима, Мокринама и Ораховцу у Боки Которској као и у Ђеврскама и Кистањима у Северној Далмацији. Укупно је до 1914. у Далмацији основано 42 земљорадничке задруге, 2 рибарске задруге (Баошић и Св. Стефан) и 3 уљарске задруге. Српска банка у Загребу на челу са Стеваном Караматом помагала је оснивање штедионица. Тако је основана Српска бокешка штедионица у Котору 1901, Српске штедионице у Задру и Дубровнику 1902... Српска зора је била иницијатор основаља Савеза српских привредних задруга на Приморју 1905. чије седиште је било у Дубровнику. Први конгрес српских задруга на Приморју одржан је 7. августа 1908. у Дубровнику. На њему је учествовало изасланство задругарства из Србије. Упоредо са радом на ширењу српскога задружног покрета Српска зора је по селима делила пољопривредне алате, плави камен, вештачко ђубриво и семење детелине. Ради семења и гладних година сељацима је препоручивала установу Задружних амбара. Српска зора је такође била иницијатор оснивања Савеза српских привредних задруга 1909. у Дубровнику. Савез српских привредних задруга је заједно са српским кредитним задругама и штедионицама из Задра, Дубровника, Котора, Будве, Херцег-Новог, Рисна, Книна, Кистања, Скрадина и Српском централном банком за Босну и Херцеговину 1913. основао Српску центалну банку за Приморје у Дубровнику. Банка је преузела активу и пасиву Централне касе. 

## Просветни рад
Српска зора давала је помоћ и стипендије сиромашним ученицима. Највећи део прихода Српске зоре ишао је на стипендирање ученика у Мушкој учитељској школи у Задру и ученица у Женској учитељској школи у Дубровнику. Познато је да је за школску 1913/14. годину Српска Зора одредила је 12.300 круна за школовање 33 учитељска приправника и приправнице. Преко Српског привредног друштва Привредник слати су сиромашни ученици на учење заната. Од 1907. излазио је два пута месечно лист „Српска Зора“ „за просвету и привреду“, који је доспео и у најзабаченије српско село на Приморју и чији уредник је био учитељ Никола Бркић. Главни пословођа у друштву Српска зора и уредник „Српске Зоре“ 1914. био је Мита Пушибрк. За курсеве описмењавања Српска зора бесплатно је давала своје букваре са читанком. Српска зора је код сваке земљорадничке задруге оснивала је Задружну библиотеку, док је у градовима оснивала Народне књижнице. Књижнице су редовно добијале листове Српска Зора, Привредник и календар Српска Зора.
Српска Зора је такође помагала и рад српских певачких друштава међу којима су Јединство основано 1839. у Котору, Бранко у Задру, Србадија у Шибенику и Слога основане 1874. у Дубровнику. Помагало је и рад српске музике у Дубровнику и Книну. У просветном раду Српска зора сарађивала је са Добротворним задругама Српкиња у Дубровнику, Книну, Задру... Рад Српске зоре омогућавали су доприноси „Видовданског дарка“; редовних чланова, утемељивача и добротвора, прилози пригодом народних и приватних свечаности и прослава; српских општина; приходи од артикала које је сама издавала. Дубровачка Матица српска основана је 1909. Са Матицом Српска зора добила је снажну помоћницу за подизање просвете приморских Срба.
Залагањем прегалаца око Српске зоре оснивана су гимнастичко-трезвењачка друштва. Прва друштва на Приморју основана су 1907., Душан Силни у Дубровнику и Српски Соко у Рисну. На челу Душана Силног био је Мате Грацић, власник Српске штампарије у Дубровнику, а на челу Српског сокола капетан Александар Видовић. 